# Tadamon (Syrie)
Tadamon, également orthographié Tadamoun ou Tadamun (en arabe : التضامن) est un quartier et un district de la municipalité al-Midan de Damas, en Syrie,. Le quartier a été actif dans le soulèvement populaire de 2011. Un massacre survenu en 2012 à Tadamon, qui avait été filmé et dont les images ont pu être exfiltrées, fait l'objet d'une plainte en justice en 2022.

## Histoire
Jusqu'aux années 1960, la région de Tadamon était largement couverte de vergers. Cependant, la région commence à se peupler de Syriens qui ont fui les hauteurs du Golan après qu'Israël ait occupé cette région lors de la guerre des Six jours de 1967. La région a également vu un afflux de Syriens venant de la campagne de Damas. La plupart des personnes qui s'installent à Tadamon ont construit leurs maisons sans permis officiel du gouvernement et la région se développe comme un quartier informel où environ 90% des maisons n'ont pas de titres de propriété officiellement enregistrés. 

### Soulèvement puis guerre civile

#### Soulèvement et forces d'opposition
Pendant la guerre civile syrienne, en 2012, la majeure partie de Tadamon est occupée par des rebelles combattant sous la bannière de l'Armée syrienne libre (ASL).  

#### Massacre de Tadamon
Le 16 avril 2013, au moins 41 civils sont exécutés par balles à Tadamon, dans la banlieue de Damas, par la branche 227 du service de renseignement militaire syrien. Une vidéo diffusée en 2022, exfiltrée par un déserteur montre les prisonniers, les mains liées et les yeux bandés, contraints de courir puis chuter dans une fosse, où ils sont mitraillés. Cette vidéo fait partie d'un ensemble de 27 vidéos, qui, selon le site proche de l'opposition Al-Jumhuriya, montre l'exécution de 288 personnes (essentiellement des personnes jeunes, y compris 7 femmes, ainsi que quelques enfants et personnes âgées). Selon les témoignages recueillis, il s'agit de personnes arrêtées dans les quartiers environnants à des postes de contrôle du régime. Les corps sont ensuite brûlés dans la fosse, contenant également des pneus. En 2022, ce massacre, qui a fait l'objet d'une enquête de l'historien spécialiste des crimes de masses Uğur Ümit Üngör, et d'une chercheuse syrienne, fait l'objet d'une plainte déposée devant les justices néerlandaise, allemande et française,,,,. 

#### Prise de Tadamon par l'EI puis reprise par le régime
En 2015, l'État islamique d'Irak et du Levant (EIIL) prend une partie du district à l'ASL. Les forces gouvernementales reprennent le contrôle total de Tadamon lors d'une offensive militaire en 2018.

## Population
Selon le Bureau central des statistiques de Syrie, Tadamon comptait 86 793 habitants lors du recensement de 2004. Selon l'Agence France-Presse, Tadamon avait une population de 250 000 habitants avant la guerre mais la plupart des habitants ont fui la région pendant la guerre. Fin 2018, la population du district était d'environ 65 000 habitants. 